# 산루리

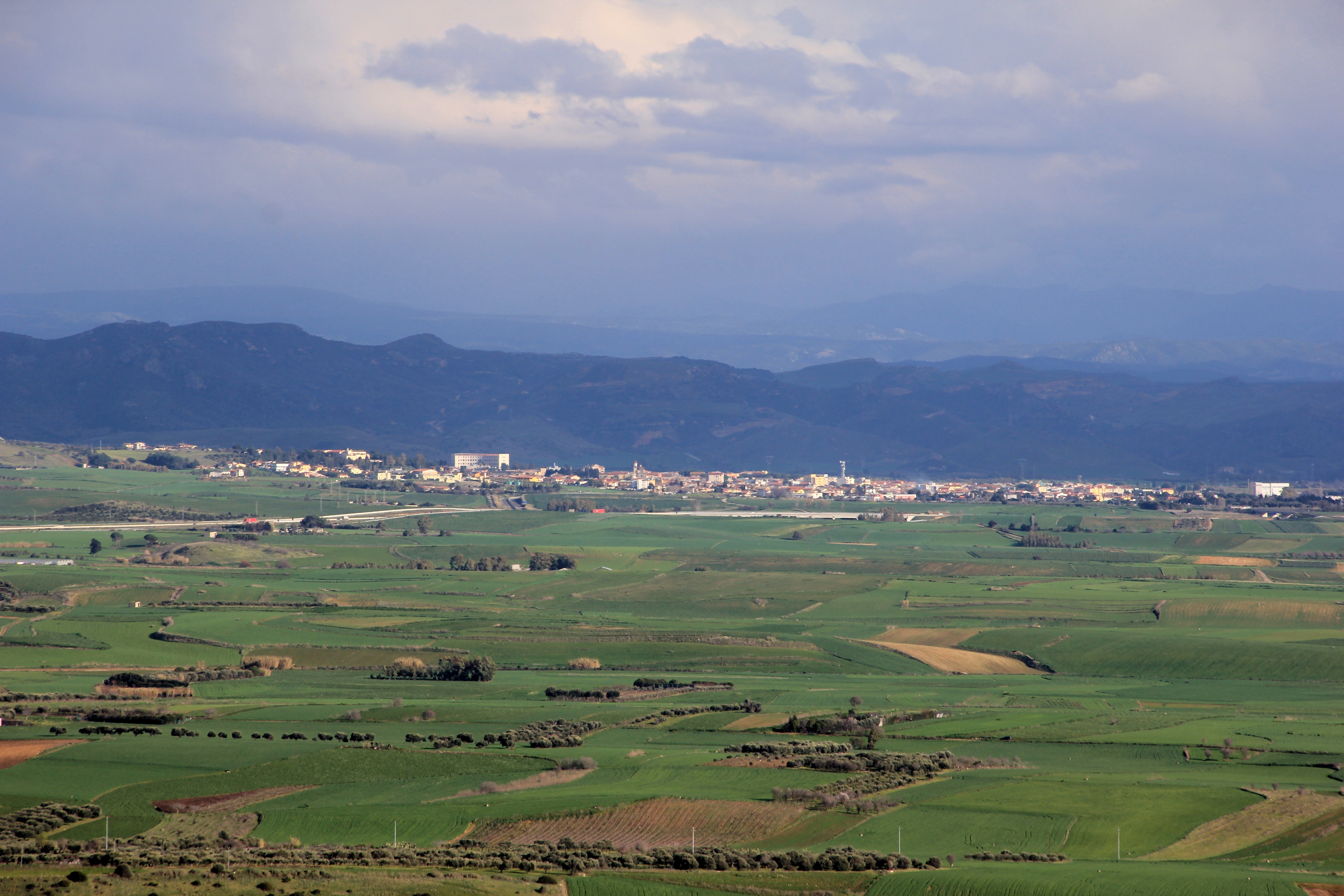
산루리

산루리(이탈리아어: Sanluri, 사르데냐어: Seddori, 라틴어: Sullurium)는 이탈리아 사르데냐주 수드사르데냐도에 위치한 코무네로 면적은 84.16km2, 높이는 633m, 인구는 9,014명(2004년 12월 31일 기준), 인구 밀도는 110명/km2이다.